# Albert von Soest
Albert von Soest (Soest, ... – Luneburgo, 1590) è stato un incisore tedesco, attivo a Luneburgo (1567-1590).

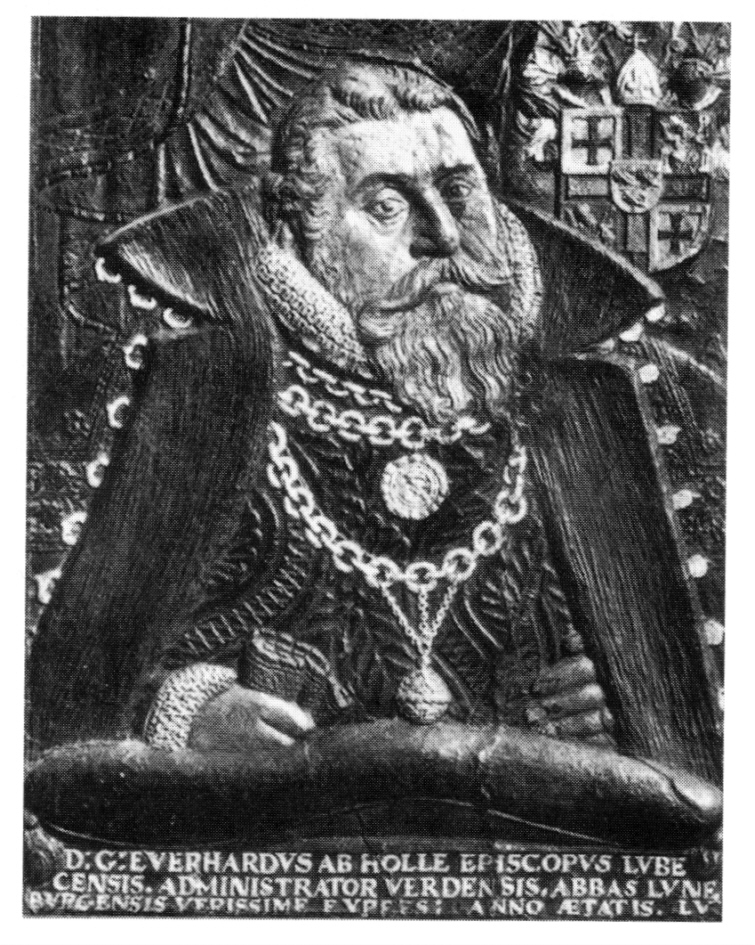
Ritratto in cartapesta di Eberhard von Holle ad opera di Albert von Soest

La sua attività artistica era orientata ad Albrecht Dürer.
Egli è ricordato per gli intagli del palazzo comunale e per vari epitaffi funebri.
Tra i suoi noti ritratti eseguiti in cartapesta, si ricorda quello di Martin Lutero.